# Nahublattella incompta
Nahublattella incompta är en kackerlacksart som först beskrevs av Morgan Hebard 1926.  Nahublattella incompta ingår i släktet Nahublattella och familjen småkackerlackor.
Artens utbredningsområde är Franska Guyana. Inga underarter finns listade i Catalogue of Life.